# (96205) Ararat
(96205) Ararat (1992 ST16) – planetoida z pasa głównego asteroid okrążająca Słońce w ciągu 3,75 lat w średniej odległości 2,41 j.a. Odkryta 24 września 1992 roku.